# Notalina parkeri
Notalina parkeri är en nattsländeart som beskrevs av Martin E. Mosely 1936. Notalina parkeri ingår i släktet Notalina och familjen långhornssländor. Inga underarter finns listade i Catalogue of Life.